# Fall River (Schiff)
Die Fall River, auch USS Fall River, (Kennung: CA-131) war ein Schwerer Kreuzer der United States Navy und gehörte der Baltimore-Klasse an.

## Geschichte
Die Fall River wurde 1943 bei New York Shipbuilding auf Kiel gelegt und lief rund 13 Monate später vom Stapel. Die offizielle Indienststellung war ein weiteres Jahr später, am 1. Juli 1945.
Anfang 1946 wurde die Fall River zur Organisation der Operation Crossroads abkommandiert, der weltweit ersten Kernwaffentestserie. Dazu wurde der Kreuzer zuerst in die Todd Pacific Shipyards in San Pedro, Kalifornien, beordert, wo die Aufbauten verändert wurden, um Platz für einen Generalstab zu schaffen. Nun, ausgerüstet als Flaggschiff, dampfte die Fall River nach Pearl Harbor, Hawaii, wo Rear Admiral F. G. Fahrion seine Flagge setzte. Mit Fahrion und seinem Stab war die Fall River während der Tests auf den Marshallinseln vor Ort.
Anfang bis Mitte 1947 verlegte die Fall River dann erstmals als Flaggschiff der Cruiser Division 1 nach Fernost. Nach dem Ende der Verlegung wurde der Kreuzer zum 31. Oktober des Jahres in der Puget Sound Naval Shipyard der Reserveflotte zugeführt. In dieser verblieb er bis 1971, als das Schiff aus dem Naval Vessel Register gestrichen und daraufhin zu Testzwecken an das Fermi National Accelerator Laboratory weitergereicht.